# Štěpánka Sokolová
Štěpánka Sokolová (* 4. července 1958, Československo) je bývalá československá atletka, běžkyně specializující se na krátké tratě.
Jejím prvním velkým mezinárodním úspěchem byla účast na ME 1982, kde se probojovala do semifinále běhu na 100 m. Ve stejném roce spolu s Radislavou Šoborovou, Taťánou Kocembovou a Jarmilou Kratochvílovou vytvořily stále platný národní rekord ve štafetě 4 × 100 m.
Roku 1983 se účastnila halového ME v Budapešti v běhu na 60 metrů. Navzdory vylepšení osobního rekordu nepostoupila z rozběhu. V létě se pak konalo vůbec první atletické mistrovství světa. Zde postoupila do čtvrtfinále běhu na 200 metrů, ve kterém zaběhla osobní rekord. Ještě lépe si vedla se štafetou 4 × 100 m, která se dostala do finále, kde obsadila celkovou 8. příčku.
Její poslední velkou akcí bylo Halové mistrovství Evropy 1984, kde v běhu na 200 m ve vylepšeném osobním rekordu postoupila do semifinále.

## Osobní rekordy

### Dráha
- běh na 100 metrů – 11,38 s – 2. června 1984, Praha
- běh na 200 metrů – 23,75 s – 12. srpna 1983, Helsinky

### Hala
- běh na 60 metrů – 7,43 s – 6. března 1983, Budapešť
- běh na 200 metrů – 24,18 s – 3. března 1984, Göteborg

### Národní štafetové rekordy
- štafeta 4 × 100 m – 42,98 s – 18. srpna 1982, Curych